# Alphacoronavirus
Az alphacoronavirus a koronavírusok egyik nemzetsége. Pozitív szálú egyszálú, emlősöket, így az embert is fertőző RNS-vírus. Az alphacoronavirus a Coronaviridae család Orthocoronavirinae alcsaládjába tartozik. Mind az Alpha-, mind a Betacoronavirus a denevér vírusgenomjából származik. Az alfakoronavírusokat korábban „1-es filocsoportba tartozó koronavírusoknak” is nevezték.

## Struktúra
A virion gömbölyű, átmérője 120-160, magburka kb. 65 nm. A glikoproteinek és trimerek együtt alkotnak nagy felszíni formákat, amik úgy néznek ki, mint a nap koronája.

## Genom
A genom 27-29 000 bázis hosszú, pozitív szálú egyszálú RNS. A genom 5'-végén két nagy, egymást átfedő ORF fúziós fehérjékként kódolja a nagyobb, nem szerkezetalkotó fehérjéket, amik – ellentétben a béta- és a gammakoronavírussal – nincsenek két fehérjévé választva. Hét további szerkezetifehérje-kódoló gén van a genomban.

## Lásd még
- Koronavírus
- RNS-vírus

## Fordítás
Ez a szócikk részben vagy egészben  az   Alphacoronavirus című angol Wikipédia-szócikk fordításán alapul.  Az eredeti cikk szerkesztőit annak laptörténete sorolja fel. Ez a jelzés csupán a megfogalmazás eredetét és a szerzői jogokat jelzi, nem szolgál a cikkben szereplő információk forrásmegjelöléseként.